# Бачів
Ба́чів — село в Україні, у Перемишлянській міській об'єднаній територіальній громаді Львівського району Львівської області.

## Географія
Село Ба́чів розташоване в лісистій і горбистій околиці (в північній частині Рогатинського Опілля), за 18 км на схід від Перемишлян. Зі сходу до нього прилягають землі Болотні, з півдня — Подусільньої, з півночі — Іванівки, із заходу — Дусанова. Селом тече  Бачівський потік.

## Історія

#### Легенди про походження назви Бачів
Під час одного з татарських нападів орда випалила дощенту села в цій околиці. Збирач податків два дні їздив по місцях колишніх поселень, не зустрічаючи ні людей, ні хат- лише згарища, попелища .Аж на третій день він натрапив на вціліле село. Зрадівши, він промовив: "Нарешті я побачив людей! І записав у свій реєстр село «Бачів».

#### XV століття
Ранні письмові згадки по Ба́чів відносяться до 1432 р. Тоді ним володів королівський державець Миколай Парава з Любіня — представник шляхетського роду Ходецьких гербу Повала (Огоньчик). 1432 року Миколай Парава отримав запис від короля Ягайла суми 200 гривень, забезпеченої на маєтках у селах Бачів, Янчин, Стратин, Кореличі, Матіїв, Жендовичі (пол. Żędowice) у Львівській землі.
У 1462-1463 роках власниками села були Якуб Парава — молодший брат Миколая Парави — та Ядвіга з Любіна, але в 1464 році після сплати коштів за їх частку спадку стрийка власником став Станіслав з Ходча. В документі, виданому 2 липня 1466 року королем Казимиром IV Ягелончиком, згадувався шляхтич Павло з Бачева.

### XVI століття
Податковий реєстр 1515 р. згадує, що село Бачів було повністю спустошене ворожим набігом. Документується 2 лани (близько 50 га) оброблюваної землі. Належало воно тоді Львівському латинському архиєпископству. Спустошення, ймовірно, було вчинене ще в 1512 р. Оскільки один із сільських горбів має назву Стражнича гора, то можна здогадуватись, що село намагалось уникати несподіваних татарських нападів, і на цій горі несла службу селянська сторожа.
1597 року маєтки Бачева і Подусільної були записані на будівництво, утримання єзуїтської колегії (з часом академії) Львова. Запис було зроблено:
- або Яном Остороругом за згодою своєї першої дружини Катажини з Мелецьких.[4]
- або Зофією Ходкевичовою (перша дружина Яна Кароля Ходкевича, старша донька Миколая Мелецького) разом із сестрою Катажиною Остророговою.

Протягом 1598–1773 рр. село перебувало у власності Львівського колегіуму єзуїтів. У селі також була місійна станиця колегіуму. На ній працював самостійний місіонер або соціус брата куратора, який був місіонарем в Настасові. У 1773 р. після касати єзуїтів маєток було оцінено на суму 99 000 злотих і згодом продано.
Тут же на горі Дзвінячці, з-під якої випливає річка Дзвінячка, стояв монастир Отців Єзуїтів. . Цей монарший орден володів селом до 1777 року. 16 січня 1777 р. село купив на аукціоні від Галицького губернаторства Тадей Бобровський, який був тут посесором ще з 1774 року.

### XVII століття
Восени 1648 р. Галичину спустошила татарська орда, яка була союзницею Богдана Хмельницького в українсько-польській війні. З липня 1649 р. селяни Лесько Диптан та Федір Гриньків з Бачева та Подосільної присягали, що в знищених селах неможливо було зібрати більше, ніж 3,5 золотого подимного податку з 5 ланів землі.

### XVIII століття
1739 р. у Бачеві був великий голод, а 1744 р. загинуло багато бджіл в сільських пасіках. У 1784 р. в селі проводились перші спроби садіння та щеплення фруктових дерев і через декілька років село зазеленіло. 1760 р. під час однієї з парафіяльних перевірок було запропоновано громаді заснувати для дітей села школу та організувати їх навчання.

### XIX століття
1848 року була скасована панщина і в селі на спомин про це встановлений хрест Свободи, а наприкінці XIX ст., у 1899 р., бачів'яни заснували читальню товариства «Просвіта».
В 1855р власником села був пан Леопольд Старженський

### XX століття
У 1929 р. сільська бібліотека мала тільки 10 книг і приходила сюди тільки 1 газета «Новий час». Керували читальнею Степан, Василь, та Олекса Кушнірі, Степан та Григорій Ватуляки, Володимир Прийма. За даними читальні, у селі проживали 880 чол., з них 800 українців. Діяло теж спортивне товариство «ЛУГ», кооператива «Єдність».
Звіт читальні за 1932 р. свідчить, що населення Бачева становило 960 чол. На початку року бібліотека зросла до 73 книг. Читальнею керував Іван Цап.
У 1935 р. «Просвіта» містилась в хаті Катерини Литвин. У 1935 р. сільська бібліотека зросла від 95 до 217 книг. «Просвіта» разом з кооперативом «Єдність» будували власний дім. У 1936 р. читальня мала 120 членів. Очолював її Онуфрій Горлатий. В 1930-х роках у селі діяв осередок ОУН. В квітні 1939 року польська влада заборонила діяльність «Просвіти». Під заборону потрапили також «Рідна школа», «Сільський господар», «Сокіл», які вели в селі активну діяльність.
Після встановлення у Галичині радянської влади у 1939 р. в Бачеві була утворена сільська рада. 28 березня 1939 р. була заборонена діяльність «Просвіти» в селах Бачів, Болотня, Дусанів, Кореличі, Янчин, Подусів та Гулків.
У 1940 р. енкаведисти заарештували кількох оунівців, ще одного поранили, коли він ризикуючи власним життя рятував своїх побратимів, а іншого вбили. Насувалася Друга світова війна… Бачівська молодь поринула у підпільну боротьбу. У 1944 р. була створена самооборона села, яка брала участь у боях проти більшовиків, що ловили людей попри їх вік, та відправили до більшовицької армії та Сибіру. У час боротьби з 1944 р. по 1951 р. було вбито більшовиками понад 70 людей. Останній із повстанців Цап Андрій Григорович псевдо «Чумак» загинув біля хутора Яблунів, що належить до села Янчин.
11 липня 1993 р. у Бачеві відкрили пам'ятник Кобзареві.

### XXI століття
У 2005 році 9 січня відбувся похорон о. Василя Прийми. На похорон приїхав єпископ Стрийської Єпархія Юліан Ґбур.
У 2007 році відбувся 1-ший фестиваль духовної пісні «Бог і Україна».
У 2008 році проводиться газифікація села.
У 2010 р. 29 серпня був проведений 2-гий фестиваль духовної пісні «Бог і Україна».
13 липня 2014 року відбулася Соборна Свята Літургія у Храмі Різдва Івана Хрестителя. Після цього було ознайомлення прочан зі святинями села. В той же день було проведено 3-тій фестиваль духовної пісні «Бог і Україна» присвячений 100-річчю від дня народження отця Василя Прийми.
Почався значний духовний розвиток Бачева. В селі були паломники з м. Жовква, Городенка, Городок. В Бачеві планується щорічно проводити фестивалі духовної пісні. В селі планується зробити відпустовий центр. 14 липня 2019 року до Бачівської церкви привезли мощі святого архидиякона первомученика Стефана. Мощі привіз єпископ Іриней Білик.

## Будівництво церкви

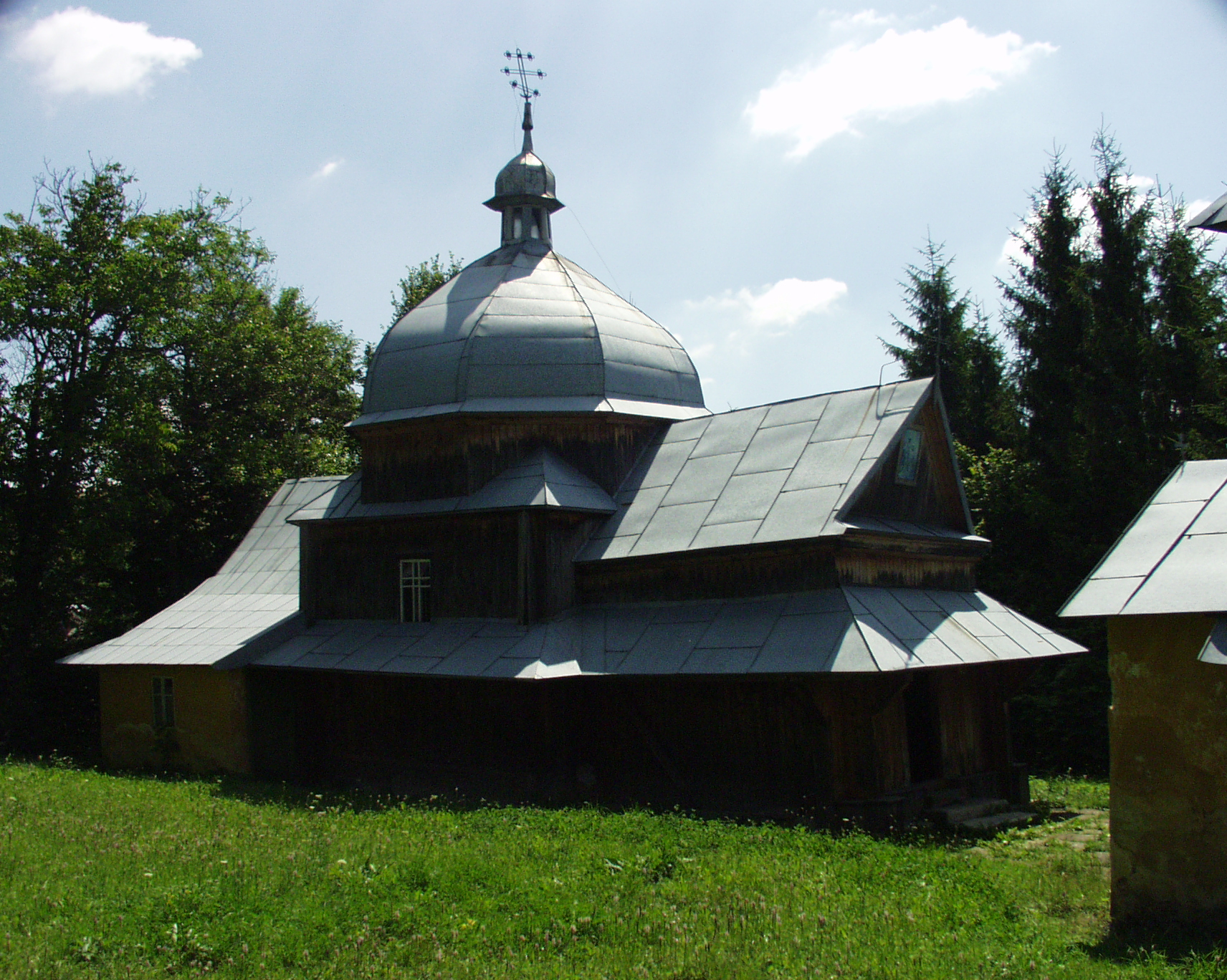
Церква Богоявлення Христового в с. Бачів

Перша парафія в селі Бачів виникла перед 1438 р. Нову дерев'яну церкву Богоявлення Христового громада збудувала в 1738 р. з різаного дубового дерева з трьома верхами, яка стоїть у селі дотепер. У 1989 р., після 27-річної заборони, в Бачеві була зареєстрована церковна громада та офіційно відкрита церква. 19 січня 1991 р. митрополит Володимир Стернюк поблагословив проєкт побудови нової церкви в Бачеві, а у квітні 1991 р. був закладений фундамент. 11 липня почали зводити стіни церкви. Восени 1992 р. було завершено будівництво нового храму св. Івана Христителя. На його спорудження використано 300 000 цеглин. 20 липня 1993 р. на храмі завершено встановлення хреста, а через рік 1994 р. храм був покритий бляхою. 13 липня 1997 р. відбулося урочисте посвячення новозбудованого храму. 1994 р. в селі було розпочато, а восени 1995 р. завершено будівництво Бачівської гроти, аналогічно до Люрдської у Франції. Будова церкви у селі здійснювалась за кошти колишнього мешканця Бачева, о. Миколи-Василя Прийми (Цапа) (5.01.1914-17.12.2004), колишнього вояка УПА, а потім — священика у м. Люрд (Франція). Всі люди долучились до будови храму.
Протягом 1989—1990 років відновили всі пам'ятні хрести і знаки, які були осквернені протягом 60 років.

## Народний ансамбль «Бачівчанка»
Він заснований Гривнак Емілією у селі Бачів. Здобув популярність у Львівській області та за її межами. Ансамбль «Бачівчанка» співає українські народні та патріотичні пісні. До складу ансамблю входить 5 жінок та мужчина: Цікало Олександра, Горлата Ольга, Кушнір Емілія, Кулеба Іванна, Гривнак Емілія та Підцерковний Михайло.